# Rublacedo de Abajo
Rublacedo de Abajo est une commune d'Espagne dans la communauté autonome de Castille-et-León, province de Burgos. Elle s'étend sur 39,3 km2 et comptait environ 37 habitants en 2011.